# Lojze Kozar mlajši
Lojze (Alojzij) Kozar, slovenski rimskokatoliški duhovnik, pesnik in pisatelj, * 18. september 1958, Murska Sobota.

## Življenje in delo
Rodil se je v Murski Soboti, odrasel v Martinju na Goričkem in je nečak duhovnika Lojzeta Kozarja. Leta 1983 je diplomiral na Teološki fakulteti v Mariboru in je bil leta 1984 posvečen v duhovnika. Kot kaplan je prišel v Odrance, kjer je pomagal svojemu stricu. Kot župnik v Odrancih je nadaljeval delo, ki ga je začel njegov stric. Prenovil je cerkev sv. Trojice in dokončal njeno gradnjo po načrtih arh. Janeza Valentinčiča. Zdaj je soboški generalni vikar.
Vse skozi je dejaven tudi na kulturnem področju. Objavil je veliko člankov, pesmi in proznih sestavkov v Stopinjah, Mohorjevem koledarju, Slovenskem koledarju, Poteh k Bogu in drugod. Uredil je več publikacij, ki jih je izdala Škofija MS ali Župnija Odranci. Je sourednik glasila Poti k Bogu. Izdal je več samostojnih publikacij.
V 90. letih je izdal novo katoliško pesmarico Svete Pesmi v prekmurščini, ki jo danes v Porabju uporabijo na mašah.

## Izbrana bibliografija

### Proza
- Mučenec ob Muri (Danijel Halas), 2005 (COBISS)
- Najlepši klas, 2005 (COBISS)
- Legendarna pot, 2008 (COBISS)
- Mučenec ob Muri (roman), 2008 (COBISS)

### Poezija
- Srebrno poletje, 2009 (COBISS)

### Nabožna dela
- Svete pesmi, 1996